# Ghalilu
Ghalilu (perski: قليلو) – wieś w Iranie, w ostanie Azerbejdżan Zachodni. W 2006 roku  liczyła 239 mieszkańców w 65 rodzinach.